# Viola nuda
Viola nuda W.Becker – gatunek roślin z rodziny fiołkowatych (Violaceae). Występuje endemicznie w Chinach – w zachodniej części prowincji Junnan. 

## Morfologia
PokrójBylina dorastająca do 7–13 cm wysokości, tworzy kłącza i rozłogi.
LiścieBlaszka liściowa ma owalny kształt. Mierzy 2–5 cm długości oraz 2,5–4 cm szerokości, jest piłkowana na brzegu, ma sercowatą nasadę i ostry wierzchołek. Ogonek liściowy jest nagi i ma 2,5–8 mm długości. Przylistki są lancetowate i osiągają 10–20 mm długości.
KwiatyPojedyncze, wyrastające z kątów pędów. Mają działki kielicha o owalnym kształcie i dorastające do 5 mm długości. Płatki są odwrotnie jajowate lub odwrotnie jajowato podługowate, mają białą barwę oraz 10 mm długości, dolny płatek jest odwrotnie jajowaty, mierzy 8 mm długości, posiada obłą ostrogę.

## Biologia i ekologia
Rośnie w zaroślach, na łąkach, brzegach cieków wodnych i skarpach. Występuje na wysokości około 2700 m n.p.m.